# Жидкостное дыхание
Жи́дкостное дыха́ние, жидкостная вентиляция лёгких — дыхание с помощью хорошо растворяющей кислород жидкости. На настоящий момент проводились лишь отдельные эксперименты подобных технологий.
Жидкостное дыхание предполагает заполнение лёгких жидкостью, насыщенной растворённым кислородом, который проникает в кровь. Наиболее подходящими веществами для этой цели рассматриваются перфторуглеродные соединения, хорошо растворяющие кислород и углекислый газ, имеющие низкое поверхностное натяжение, химически инертные и не метаболизирующиеся в организме.
Частичная жидкостная вентиляция лёгких в настоящее время находится в стадии клинических испытаний при различных нарушениях дыхания, в частности у младенцев. Разработано несколько способов жидкостной вентиляции лёгких, в том числе вентиляции с помощью паров и аэрозолей перфторуглеродов. 
Полная жидкостная вентиляция лёгких заключается в полном заполнении лёгких жидкостью. Эксперименты по полной жидкостной вентиляции лёгких проводились на животных в 1970 — 1980-е годы в СССР и США. Например, в 1975 г. в институте сердечно-сосудистой хирургии им. А. Н. Бакулева профессор Ф. Ф. Белоярцев впервые в стране выполнил работы по длительной внелёгочной оксигенации с использованием фторуглеродных оксигенаторов и по замене газовой среды в лёгких на жидкий перфторуглерод. Однако, данные эксперименты до сих пор не вышли из этой стадии. Это связано с тем, что изученные соединения, пригодные для жидкостной вентиляции лёгких, обладают рядом недостатков, которые значительно ограничивают их применимость. В частности, не было найдено методов, которые могли бы применяться продолжительно.

## В культуре
Сходная технология показана в художественном фильме Джеймса Кэмерона «Бездна», который затрагивает тему использования жидкостного дыхательного аппарата для сверхглубокого подводного погружения. Также технология упоминалась в романе Дена Брауна «Утраченный символ».
В финале фантастического фильма Брайана де Пальмы «Миссия на Марс» герой Гэри Синиза оказывается на борту марсианского корабля, где также показано использование технологии жидкостного дыхания. Подобная этой технология была показана в аниме «Евангелион», где пилоты Ев, для связи с ними, полностью погружались в жидкость LCL, которая заполняла их легкие и снабжала кислородом. Также такая технология упоминается в романе Лю Цысиня «Тёмный лес». Сходные исследования показаны в советском сериале «Ольга Сергеевна». В научно-фантастическом кинофильме «Интерстеллар» рейнджеры, отправленные исследовать три планеты в червоточине, и другие исследователи при длительном полëте помещались в капсулу гибернации, заполненную жидкостью для поддержания жизнедеятельности. 